# Antillogorgia rigida
Antillogorgia rigida is een zachte koralensoort uit de familie van de Gorgoniidae. De wetenschappelijke naam van de soort is voor het eerst geldig gepubliceerd in 1929 door Bielschowsky.